# حرف شفوي
| نقطة النطق (مخرج حرف) |
| 1. شفوي - شفتاني - أسناني شفوي 2. شفوي لساني 3. نطعي - بين أسناني - أسناني - لثوي - ارتدادي - لثوي غاري - غاري لثوي 4. خلفي - غاري - طبقي - لهوي 5. حلقي 6. حنجري |

الحرف الشفوي هو صامت شفتاني تكون صفته من الشفة، كأن يكون صامتا أسنانيا شفويا أو ربما لسانيا شفويا. والفراهيدي يعطي هذا الاسم للحروف الثلاثة ب، م، ف.